# Кононенко, Юрий Саввич
Ю́рий Са́ввич Кононе́нко (укр. Юрій Савич Кононенко; 5 августа 1955, Харьков — 22 января 2001, там же) — украинский предприниматель и государственный деятель. Народный депутат Верховной рады Украины XIV (III) созыва (1998—2001).

## Биография
Юрий Кононенко родился 5 августа 1955 года в Харькове в семье служащих (по другим данным в семье рабочих), имел старшего брата. В 1973 году начал трудовую деятельность, работал учеником токаря на харьковском заводе «Радиодеталь». В том же году был призван на службу в ряды Советской армии. В 1975 году демобилизовался, а со следующего года начал работать водителем в Харьковской городской больнице № 9 и АТП 2101.
В период с 1980 по 1985 годы был режиссёром-администратором украинского отделения бюро пропаганды киноискусства Союза кинематографистов СССР, затем занимался индивидуальной трудовой деятельностью. В 1988 году стал главой кооператива «Лоск», а с 1992 года и до избрания в Верховную Раду Украины был президентом фирмы «Лоск», которая специализировалась на изготовлении стёкол и зеркал для автомобилей. Был главой Ассоциации поддержки налогоплательщиков Украины.
В 1997 году окончил экономический факультет Харьковского государственного автомобильно-дорожного технического университета по специальности «Управление и бизнес на транспорте».
К моменту парламентских выборов на Украине (29 марта 1998) был членом Народно-демократической партии Украины, а в ноябре того же года стал членом политсовета этой партии. 29 марта 1998 года был избран народным депутатом Верховной рады Украины XIV (III) созыва по одномандатному избирательному округу № 181. После избрания в Верховную раду вошёл в состав франции «Народно-демократической партии», но в марте 2000 года вышел из франции, и по 19 октября был внефракционным, затем в октябре-ноябре 2000 года был членом фракции «Яблоко», после чего вернулся в состав франции «Народно-демократической партии». С июля 1998 года по март 2000 года был членом комитета Верховной рады Украины по вопросам экономической политики, управления народного хозяйства, собственности и инвестиций, в марте 2000 года стал членом комитета по вопросам свободы слова и информации.

### Смерть и расследование
Юрий Саввич Кононенко скончался 22 января 2001 года приблизительно в 12:00 от огнестрельного ранения из собственного карабина «Сайга». Тело Кононенко было обнаружено его подчинёнными в его кабинете в офисе фирмы «Лоск» в посёлке Подворки Дергачёвского района Харьковской области. Был похоронен 25 января в Люботине (Харьковская область), на похоронах присутствовали тогдашние председатель Харьковской областной государственной администрации (ОГА) Евгений Кушнарёв и народный депутат Владимир Семиноженко.
6 февраля 2001 года председатель Верховной рады Украины Иван Плющ подписал постановление Верховной рады Украины № 2252-III «О досрочном прекращении полномочий народного депутата Украины Кононенко Ю. С.».
По сообщению прокурора Харьковской области Владимира Кривобока, по факту смерти Юрия Кононенко было возбуждено уголовное дело по 2-й части 99-й статьи Уголовного кодекса Украины «доведение до самоубийства». Следствие рассматривало ряд версий, в том числе «несчастный случай» и «самоубийство». Однако одной из основных версий произошедшего всё же являлось «доведение до самоубийства», коллега Юрия Саввича по фракции, народный депутат Михаил Бродский заявил, что на Кононенко в связи с выходом из фракции «Народно-демократической партии» оказывал давление Евгений Кушнарёв, который на тот момент был председателем Харьковской ОГА. Однако после допроса около 80 свидетелей было установлено, что конфликт между Кушнарёвым и Кононенко к моменту гибели последнего был исчерпан. В итоге, в июне 2001 года следствием был сделан вывод, что Юрий Кононенко погиб от «неосторожного обращения с оружием» и дело по «доведению до самоубийства» было закрыто.

## Законотворческая деятельность
За время своей парламентской работы Юрий Саввич стал автором/соавтором восьми законопроектов и 20 поправок в двух законопроектах.
| Законопроекты Юрия Кононенко | Законопроекты Юрия Кононенко  | Законопроекты Юрия Кононенко | Законопроекты Юрия Кононенко | Законопроекты Юрия Кононенко |
| №                            | Дата регистрации (ГГГГ.ММ.ДД) | Соавтор(ы)                   | Название | П.                           |
| ---------------------------- | ----------------------------- | ---------------------------- | --- | ---------------------------- |
| 1214/П                       | 1998.07.11                    | 1                            | Законопроект об отклонении проекта закона Украины «Об организации гастрольной деятельности в Украине» (укр. Законопроект про відхилення проекту Закону України "Про організацію гастрольної діяльності в Україні") |                              |
| 3266-4                       | 2000.06.12                    | —                            | Законопроект Налогового кодекса Украины (укр. Законопроект Податкового кодексу України) |                              |
| 4121-1                       | 2000.12.20                    | 6                            | Законопроект о кабельном и многоканальных системах эфирного вещания (укр. Законопроект про кабельне та багатоканальні системи ефірного мовлення) |                              |
| 4121-2                       | 2000.04.13                    | 11                           | Законопроект о кабельном, эфирно-кабельном телевидении и телеинформационных сетях (укр. Законопроект про кабельне, ефірно- кабельне телебачення та телеінформаційні мережі) |                              |
| 5066-4                       | 2000.02.11                    | —                            | Законопроект об изменении в составе комитетов Верховной Рады Украины (об избрании народного депутата Кононенко Ю. С. членом комитета ВРУ по вопросам свободы слова и информации ВРУ) (укр. Законопроект про зміни у складі комітетів Верховної Ради України (про обрання народного депутата Кононенка Ю.С. членом Комітету ВРУ з питань свободи слова та інформації ВРУ)) |                              |
| 6050                         | 2000.09.11                    | 23                           | Законопроект о признании бронетанковой отрасли одной из приоритетных в промышленности Украины и мерах по предоставлению ей государственной поддержки (укр. Законопроект про визнання бронетанкової галузі однією з пріоритетних у промисловості України та заходи щодо надання їй державної підтримки)                                                                    |                              |
| 6217-4                       | 2000.12.12                    | 23                           | Законопроект о внесении изменений в Закон Украины «О Государственном бюджете Украины на 2000 год» (укр. Законопроект про внесення змін до Закону України "Про Державний бюджет України на 2000 рік") |                              |
| 6315-7                       | 2001.01.11                    | 7                            | Законопроект об информации Генерального прокурора Украины укр. Законопроект про інформацію Генерального прокурора України |                              |

| Правки Юрия Кононенко | Правки Юрия Кононенко | Правки Юрия Кононенко | Правки Юрия Кононенко | Правки Юрия Кононенко | Правки Юрия Кононенко | Правки Юрия Кононенко |
| №                     | Название законопроекта | Чтение                | Дата рассмотрения     | Всего                 | Учтено                | Учтено частично       |
| --------------------- | --- | --------------------- | --------------------- | --------------------- | --------------------- | --------------------- |
| 0930                  | Законопроект о естественных монополиях (укр. Законопроект про природні монополії) | Третье                | 1997.09.02            | 4                     | 4                     | 0                     |
| 0930                  | Законопроект о естественных монополиях (укр. Законопроект про природні монополії) | Повторное третье      | 1998.05.06            | 4                     | 4                     | 0                     |
| 3399                  | Законопроект о специальном режиме инвестиционной деятельности на территории города Харьков (укр. Законопроект про спеціальний режим інвестиційної діяльності на території міста Харкова) | Второе                | 2000.01.18            | 12                    | 10                    | 2                     |

## Личная жизнь
Состоял в браке, жена Надежда работала врачом. Имел троих детей. Увлекался музыкой, окончил музыкальное училище, играл на гитаре, баяне и аккордеоне. Писал песни, которые сам же и исполнял.